# Joseph-Louis Sanguet
Pour les articles homonymes, voir Sanguet.
Joseph-Louis Sanguet, né le 8 juillet 1848 à Aigueblanche et mort le 27 juillet 1921 au Touquet-Paris-Plage, est un ingénieur géomètre topographe, créateur de nombreux instruments de précision dont l'utilisation est enseignée dans les grandes écoles françaises par exemple l'École nationale des ponts et chaussées, et dans les écoles géodésiques du monde entier.
Il dessine, au début du XIXe siècle, le lotissement du Touquet-Paris-Plage, pour toute la partie forêt, à l'est du boulevard Daloz.

## Biographie

### Enfance
Joseph-Louis Sanguet naît le 8 juillet 1848 à Aigueblanche en Savoie, fils de Guillaume Sanguet, charpentier, et Julie Aspord, son épouse,.

### Parcours professionnel
Joseph-Louis Sanguet devient ingénieur géomètre-topographe et créateur d'instruments de précision. En mars 1865, âgé alors de 17 ans et demi, il fait breveter l'appareil connu sous le nom de longimètre Sanguet. L'instrument est construit la même année et présenté à Paris, à la Société d'Encouragement pour l'industrie nationale. Sanguet invente en outre le tachéomètre,, le coordinatomètre, exposé à Paris en l878, fut acheté par l'État pour le Conservatoire national des arts et métiers, l'Alidade tachéomètrique et la boussole topographique.
Ses nombreux instruments de précision sont utilisés pour l'enseignement dans les grandes écoles françaises par exemple l'École nationale des ponts et chaussées, et dans les écoles géodésiques du monde entier.
Il est président de la société topographique parcellaire de France, président d'honneur de l'union des géomètre-experts de France — c’est son beau-fils, Louis-Philippe Jarre (1879-1946),, ingénieur-Topographe, qui lui succéda, en 1920, comme président de l’Union des Géomètres-Experts français —, il est membre fondateur de la société de topographie.
Il publie dans Le cadastre de la Savoie (Moûtiers, Ducloz, 1886) Tables trigonométriques centésimales ; il dirige aussi pendant treize ans La réforme cadastrale, revue mensuelle de questions relatives à la topographie.
Il est :
- Secrétaire de la Commission des réformes agraires (Ministère de l'agriculture), de 1889 à 1894 ;
- Membre de la Commission extraparlementaire du cadastre (Ministère des finances), de 1891 à 1905 ;
- Membre du comité consultatif du cadastre ;
- Membre de la Commission du cadastre parisien (préfecture de la Seine), de 1899 à 1902[10].

### Son histoire au Touquet-Paris-Plage
Le nom de Sanguet est attaché à l'histoire de Paris-Plage et du Touquet-Paris-Plage. Il est ingénieur géomètre-topographe de John Whitley, de 1902 à 1911 : Whitley lui  demande de réaliser un plan en relief de tout le domaine du Touquet, ainsi que les relevés topographiques et géologiques,. Il dessine le lotissement de cette ville, pour toute la partie forêt, à l'est du Boulevard Daloz. Dans ce lotissement, en forêt et aux abords, il sait l'organiser en ménageant les parties boisées, en établissant les reculs voulus et en imposant les espaces suffisants aux acquéreurs.
Le domaine de Sanguet est constitué en sept années par plusieurs donations de terrains du Touquet Syndicat Ltd, en compensation de ses honoraires, pour une superficie totale de 9,4 ha. Les 2 villas qu'il construit, sur la dune qui aujourd'hui porte son nom, en face de la dune aux Loups, et de l'autre côté de la route départementale, « Le Belvédère ou villa/chalet Sanguet» qui deviendra la villa « Panjo » et « Les Ombrages » (seul villa qui a conservé son nom d'origine), peuvent servir de type pour les constructions à venir, pour le cadre que Joseph Sanguet a su leur donner, dans une conservation parfaite de l'élément forestier qui les met en valeur. À sa mort, son domaine est mis en adjudication par ses héritiers, et adjugé le 30 octobre 1922 en l'étude de Me Véron, notaire à Étaples à la société « La Touquettoise Immobilière » constituée le même jour par MM Georges Browaeys, Léon Degallaix, Charles Florin et Ernest Lesur. Le 29 août 1926, la société est dissoute, et les lots non vendus sont partagés entre eux et la villa « Le Belvédère » est attribué à Ernest Lesur.
Joseph-Louis Sanguet est l'ingénieur topographe de la Société générale du Touquet-Paris-Plage, en 1902.
Il est élu membre titulaire de la Société académique de Paris-Plage le 27 août 1906 ; vice-président le 17 juillet 1910 ; président le 11 septembre 1911.
Il est membre de la Commission des chemins de Paris-Plage, à partir d'août 1910.   
Son beau-fils, Henri Triffault, le remplace en 1911 comme ingénieur de la Société générale du Touquet-Paris-Plage.

### Vie privée
- Joseph-Louis Sanguet épouse Marie Eugénie Tognallo le 20 août 1878 en la mairie du 20e arrondissement de Paris[17]. De son mariage, sont issus trois enfants :
  - Isabelle Geneviève mariée avec Henri Triffault ingénieur topographe.
  - Albert Louis.
  - Claire Cécile mariée avec Louis-Philippe Jarre ingénieur topographe[10].

### Mort
Joseph-Louis Sanguet meurt au Touquet-Paris-Plage le 27 juillet 1921 dans la villa « Les Mazurettes » avenue du Château. Il y eut deux services religieux, l'un en l'église Sainte-Jeanne-d'Arc du Touquet-Paris-Plage et l'autre en l'église Saint-Étienne-du-Mont de Paris.

## Récompenses
Joseph-Louis Sanguet remporte, comme constructeur d'instruments de précision, des récompenses comme la médaille d'argent à Paris en 1878 classe 75, médaille d'or à Paris 1889, médaille d'or à Paris 1900, médaille d'or Liège 1905, et Milan 1906, grand-prix de Londres 1908 et Bruxelles 1910, hors concours membre du jury, Turin 1911 et Gand 1913,.

## Distinctions
Joseph-Louis Sanguet est nommé chevalier dans l'ordre national de la Légion d'honneur par décret du 20 novembre 1911, puis est fait, officier d'Académie, chevalier de l'ordre du Mérite agricole et officier du même ordre par décret au journal officiel de 1912.

## Hommage

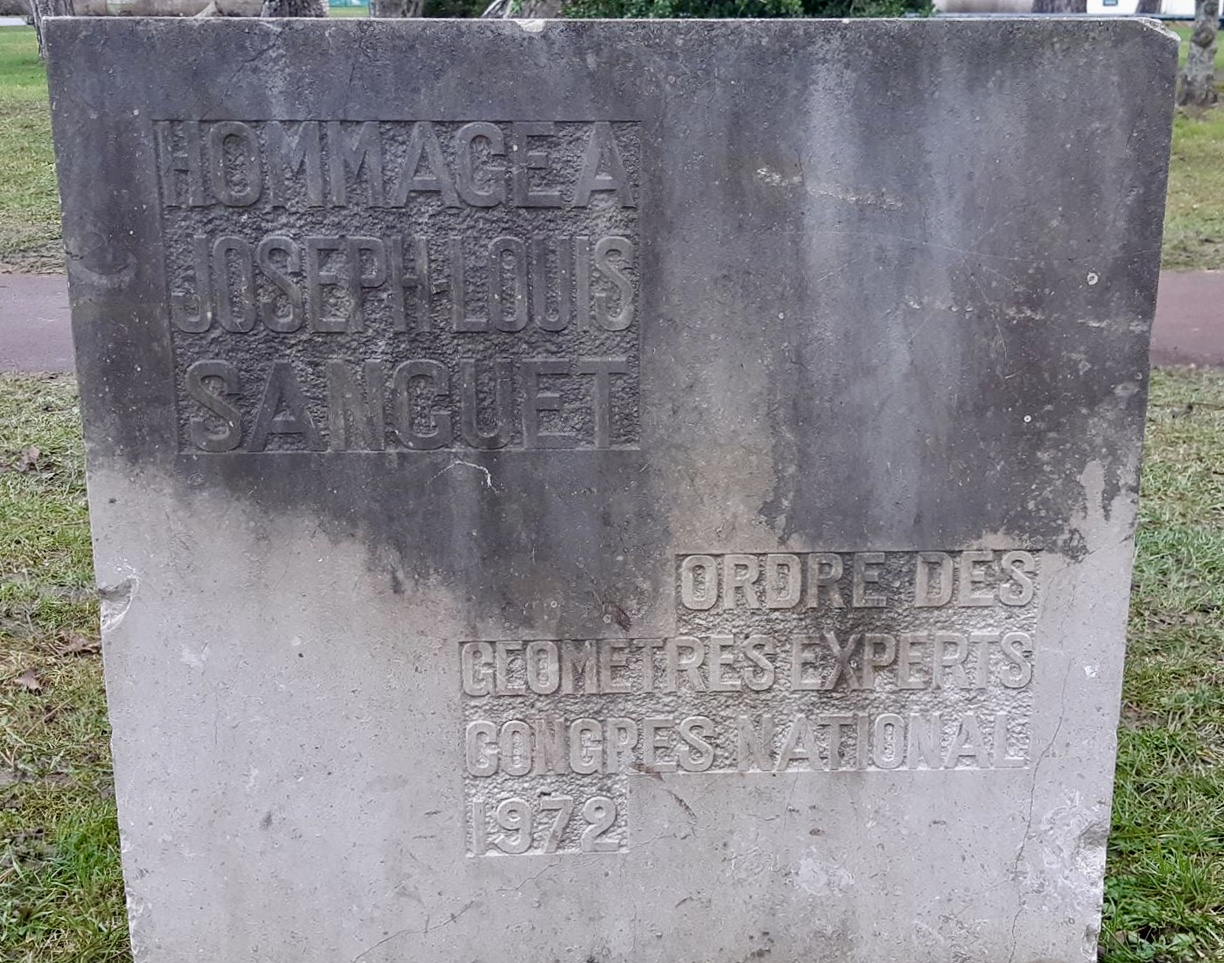
Stèle en hommage à Joseph-Louis Sanguet.

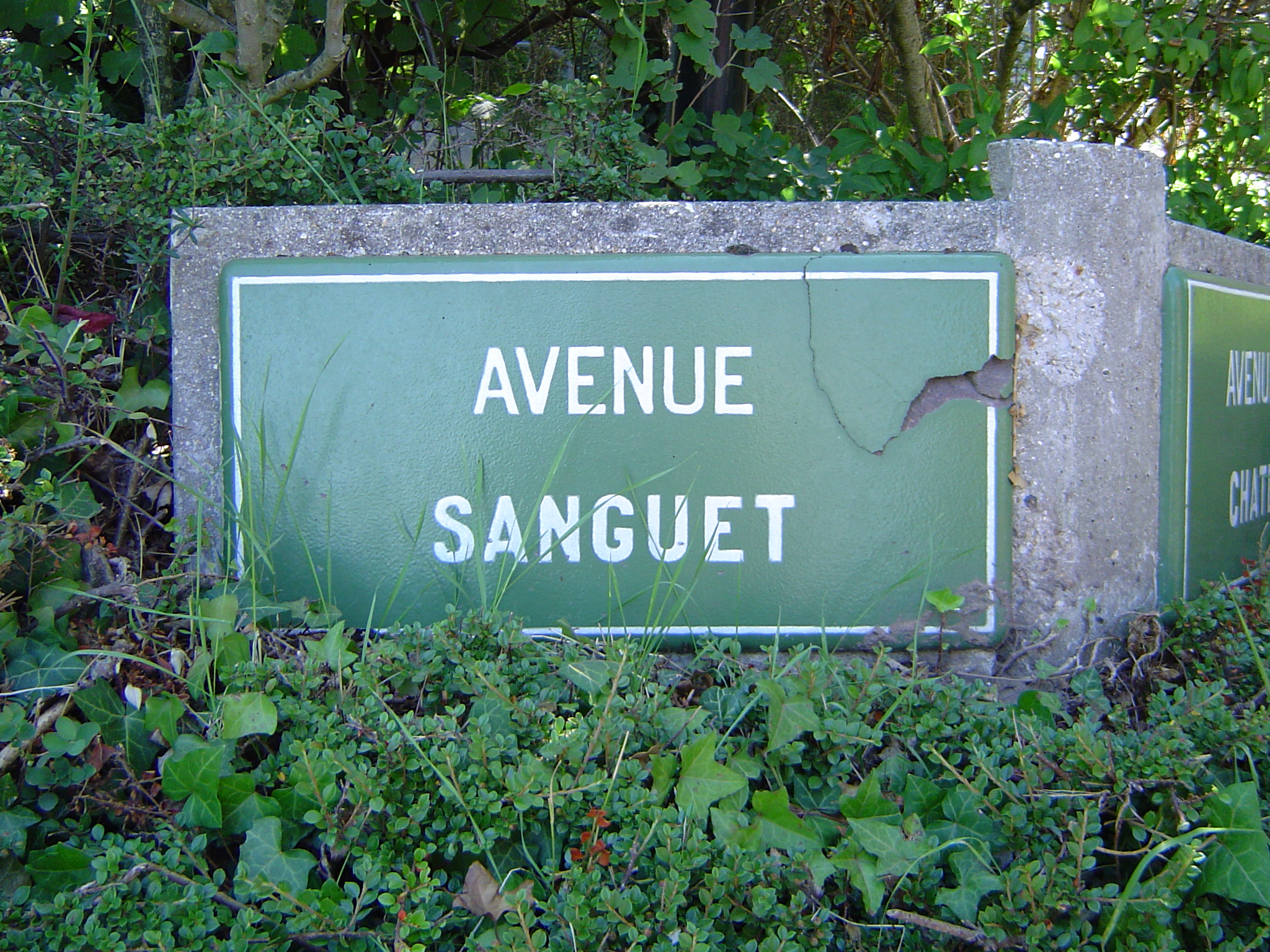

En mai 1972, lors du XXIe congrès national de l'ordre des géomètres-experts, au Touquet-Paris-Plage, un hommage est rendu à Joseph-Louis Sanguet en érigeant une stèle dans l'avenue qui porte son nom.
Pour rendre hommage à Joseph-Louis Sanguet, la municipalité du Touquet-Paris-Plage donne son nom à une avenue.

## Publications
Joseph-Louis Sanguet a publié :
- Étude sur Le cadastre et les livres fonciers
- Recueil de Tables topographiques et astronomiques

Il a écrit de nombreux articles dans La réforme cadastrale.

## Pour approfondir